# 西岙石拱桥
29°17′47.82″N 121°43′44.25″E / 29.2966167°N 121.7289583°E
西岙石拱桥是浙江省宁海县多处古代石拱桥的统称，位于长街镇西岙村，分布于同一溪流之上。2005年被纳入浙江省文物保护单位的石拱桥共有3处，即始建于宋代的惠德桥和始建于清代的祠堂桥、寺前桥。桥梁结构稳固，造型精致，具有较高的研究价值。